# Spring！
《Spring！》是朝日電視台於2025年3月21日播出的電視劇，主演為首次擔任主角的井上和（乃木坂46）。
本劇為第23屆朝日電視台新人劇本大賞獲獎的作品。

## 登場人物
逢坂碧（おうさか あおい）
演員－井上和
主角。高中三年級。優等生，書法社社長。國立大學的前期入學考試落榜了。
村瀨佑（むらせ たすく）
演員－藤岡真威人
碧的同班同學，是班上的人氣人物。屬於籃球社。和碧一起考取國立大學。
早瀨琳（早瀬りん／はやせ りん）
演員－松本麗世
高中二年級。籃球部的經理。
村瀨俊樹（むらせ としき）
演員－芝大輔
佑的父親。
佐山岳（さやま がく）
演員－駿河太郎
籃球部的顧問兼國文老師。

## 播放地區
| 播放日期      | 播放時間            | 播放局         | 播出區域   | 備註 |
| ------------- | ------------------- | -------------- | ---------- | ---- |
| 2025年3月21日 | 星期五 23:15－00:15 | 朝日電視台     | 關東廣域區 |      |
| 2025年3月21日 | 星期五 23:15－00:15 | 岩手朝日電視台 | 岩手縣     |      |
| 2025年3月28日 | 星期五 23:15－00:15 | 北陸朝日放送   | 石川縣     |      |

## 外部鏈結
- 第23回朝日電視台新人劇本大賞《Spring!》官方網站（日語）
- 【朝日電視台單發電視劇公式】的X（前Twitter）（日語）
- Spring!【朝日電視台單發電視劇公式】的Instagram帳戶（日語）